# Протокол передачи данных
Протокол передачи данных — набор соглашений интерфейса логического уровня, которые определяют обмен данными между различными программами. Эти соглашения задают единообразный способ передачи сообщений и обработки ошибок при взаимодействии программного обеспечения разнесённого в пространстве аппаратуры, соединённой тем или иным интерфейсом
Любая связь между устройствами возможна лишь благодаря протоколам. Они делятся на физические протоколы (регулируют то, как именно и какие сигналы будут идти от одного устройства к другому — например, импульсами по 5 вольт 100 раз в секунду или на определённой частоте радиосигналов) и логические протоколы, которые отвечают за смысл и передачу данных, когда связь уже установлена. Так, браузер на компьютере связывается с сервером по протоколу HTTP или HTTPS. По интернету можно передавать файлы благодаря FTP-протоколу, а протокол BitTorrent позволяет потоково скачивать данные.
Стандартизированный протокол передачи данных также позволяет разрабатывать интерфейсы (уже на физическом уровне), не привязанные к конкретной аппаратной платформе и производителю (например, USB, Bluetooth).
Сигнальный протокол используется для управления соединением — например, установки, переадресации, разрыва связи. Примеры протоколов: RTSP, SIP. Для передачи данных используются такие протоколы как RTP.
Сетево́й протоко́л — набор правил и действий (очерёдности действий), позволяющий осуществлять соединение и обмен данными между двумя и более включёнными в сеть устройствами.
Разные протоколы зачастую описывают лишь разные стороны одного типа связи. Названия «протокол» и «стек протоколов» также указывают на программное обеспечение, которым реализуется протокол.
Новые протоколы для Интернета определяются IETF, а прочие протоколы — IEEE или ISO. ITU-T занимается телекоммуникационными протоколами и форматами.
Наиболее распространённой системой классификации сетевых протоколов является так называемая модель OSI, в соответствии с которой протоколы делятся на 7 уровней по своему назначению — от физического (формирование и распознавание электрических или других сигналов) до прикладного (интерфейс программирования приложений для передачи информации приложениями).
Сетевые протоколы предписывают правила работы компьютерам, которые подключены к сети. Они строятся по многоуровневому принципу. Протокол некоторого уровня определяет одно из технических правил связи. В настоящее время для сетевых протоколов используется модель OSI (Open System Interconnection — взаимодействие открытых систем, ВОС).
Модель OSI — 7-уровневая логическая модель работы сети. Реализуется группой протоколов и правил связи, организованных в несколько уровней:
- на физическом уровне определяются физические (механические, электрические, оптические) характеристики линий связи;
- на канальном уровне определяются правила использования физического уровня узлами сети;
- сетевой уровень отвечает за адресацию и доставку сообщений;
- транспортный уровень контролирует очерёдность прохождения компонентов сообщения;
- сеансовый уровень координирует связь между двумя прикладными программами, работающими на разных рабочих станциях;
- уровень представления служит для преобразования данных из внутреннего формата компьютера в формат передачи;
- прикладной уровень является пограничным между прикладной программой и другими уровнями, обеспечивая удобный интерфейс связи для сетевых программ пользователя.

Другая модель — стек протоколов TCP/IP — содержит 4 уровня:
- канальный уровень (link layer),
- сетевой уровень (Internet layer),
- транспортный уровень (transport layer),
- прикладной уровень (application layer).

## Примеры сетевых протоколов
TCP/IP — набор протоколов передачи данных, получивший название от двух принадлежащих ему протоколов: TCP (англ. Transmission Control Protocol) и IP (англ. Internet Protocol)
Наиболее известные протоколы, используемые в сети Интернет:
- HTTP (Hyper Text Transfer Protocol) — это протокол передачи гипертекста. Протокол HTTP используется при пересылке Web-страниц между компьютерами, подключенными к одной сети.
- FTP (File Transfer Protocol) — это протокол передачи файлов со специального файлового сервера на компьютер пользователя. FTP дает возможность абоненту обмениваться двоичными и текстовыми файлами с любым компьютером сети. Установив связь с удаленным компьютером, пользователь может скопировать файл с удаленного компьютера на свой или скопировать файл со своего компьютера на удаленный.
- POP3 (Post Office Protocol) — это стандартный протокол почтового соединения. Серверы POP обрабатывают входящую почту, а протокол POP предназначен для обработки запросов на получение почты от клиентских почтовых программ.
- SMTP (Simple Mail Transfer Protocol) — протокол, который задает набор правил для передачи почты. Сервер SMTP возвращает либо подтверждение о приеме, либо сообщение об ошибке, либо запрашивает дополнительную информацию.
- TELNET — это протокол удаленного доступа. TELNET дает возможность абоненту работать на любой ЭВМ находящейся с ним в одной сети, как на своей собственной, то есть запускать программы, менять режим работы и так далее. На практике возможности ограничиваются тем уровнем доступа, который задан администратором удаленной машины.

Другие протоколы:
- DTN — протокол, предназначенный для сетей дальней космической связи IPN, которые используются NASA.